# Чыргал-оол, Алексей Боктаевич
Алексей Боктаевич Чыргал-оол (Чыргал-оол Донгак) (24 апреля 1924 — 10 марта 1989) — тувинский, советский композитор, актёр, дирижёр, педагог и музыкально-общественный деятель. Народный артист СССР (1984). Его называют первым профессиональным тувинским композитором. 

## Биография
Чыргал-оол родился в семье скотовода в самом западном и удалённом Даа-хошуне (районе) Народной Республики Танну-Тува, в небольшом селе Шуй (ныне Бай-Тайгинского кожууна Республики Тыва), где смыкаются Западный Саян и хребет Танну-Ола.
С раннего детства научился играть на народных музыкальных инструментах и овладел горловым пением. Начальное образование получил в Кызыл-Мажалыкской средней школе. Позже обучался в учебном комбинате Кызыла.
В 1944 году написал свою первую песню на слова известного поэта С. А. Сарыг-оола «Нежный ветерок», а также ряд других песен, которые стали популярны и принесли автору известность.
В 1945 году окончил студию музыкально-драматического театра (актёрское отделение) в Кызыле, в 1945—1951 — артист Тувинского областного драматического театра (ныне Тувинский музыкально-драматический театр им. В. Кок-оола), где сыграл около 20-ти ролей. 
В 1957 году окончил Казанскую консерваторию по классам композиции у А. С. Лемана и инструментовки у Н. Г. Жиганова.
Был одним из организаторов и первым директором (1960—1963) Кызылского музыкального училища (ныне Колледж искусств, носящий его имя), одновременно вёл класс композиции там же, затем был заведующим музыкальным сектором Дома народного творчества, заведующим музыкальной частью Тувинского музыкально-драматического театра (1957—1960), с 1962 года — дирижёр этого театра, одновременно, с 1969 года, и художественный руководитель Тувинской филармонии.
Был одним из основателей симфонического оркестра и первым его художественным руководителем; хорового общества, филармонии, ансамблей «Саяны» и «Аян».
С 1958 года — член Союза композиторов СССР, с момента создания Союза композиторов Тувинской АССР, с 1978 года был его руководителем (председателем Правления), членом Правления Союза композиторов РСФСР, членом ревизионной комиссии СК СССР.
Внёс важный вклад в развитие тувинской профессиональной музыки. Им впервые в истории тувинского народа созданы национальные сочинения в жанрах музыкальной комедии, оратории, кантаты, симфонической поэмы, концерта.
Депутат Верховного Совета Тувинской АССР 2-го созыва.
Скончался 10 марта 1989 года в Кызыле. Похоронен на городском кладбище.

## Награды и звания
- Заслуженный деятель искусств РСФСР (1964)
- Народный артист Тувинской АССР (1967)
- Народный артист СССР (1984)
- Государственная премия Тувинской АССР (1971)
- Орден «Знак Почёта»[3].

## Творчество

### Роли в театре
- Седип («Хайыран бот» В. Ш. Кок-оола)
- Семис-Лама («Донгур-Оол» С. К. Тока)
- Хлестаков («Ревизор» Н. В. Гоголя)
- Иван Карась («Запорожец за Дунаем» по С. С. Гулаку-Артемовскому)
- Олег Кошевой («Молодая гвардия» по А. А. Фадееву)
- Павел Корчагин («Как закалялась сталь» по Н. А. Островскому).

### Музыкальные сочинения
- струнный квартет (1954)
- музыкальная комедия «Певцы дня» (1978)
- оратория «Воинская слава» (1975)
- кантата «Отчизна» (1974)
- кантата «Год 44-й» (1984)
- симфоническая поэма «Алдан-маадыр» («Шестьдесят богатырей») (1957)
- симфоническая поэма «Моя Тува» (1970; Государственная премия Тувинской АССР, 1971)
- симфоническая поэма «Мотивы жизни» (1966)
- симфоническая поэма «Поэма радости» (1967)
- симфоническая поэма «Тувинский край» (1976)
- симфоническая картина «Челер-оюм» («Иноходец») (1972)
- концерт-поэма для скрипки с оркестром (1976)
- симфония d-moll (1980)
- сюита и «Лирическая соната» для фортепиано
- детская музыка (цикл пьес для фортепиано, пьесы для домры и фортепиано, детские хоровые песни)
- пьеса «Тувинский танец» на основе тувинской народной песни «Декей-оо»
- песни («Колыбельная», «Идут близнецы», «Кукла», «Кукушка», «Мелодия», «Игрушечка», «Песенка», «Подрастайте, цыплята», «Медведь», «Наша Тува»)
- камерно-инструментальные ансамбли; пьесы для фортепьяно; хоры
- музыка к спектаклям драматического театра: драма «Плачущая скала» В. Ш. Кок-оола и др.

### Фильмография
- 1959 — Люди голубых рек — врач в больнице (также написал музыку к фильму)

## Память
- С 1992 года имя А. Б. Чыргал-оола носит Кызылский колледж искусств.